# Ordine della Corona Preziosa
L'Ordine della Corona Preziosa (宝冠章?, hōkanshō) è un'onorificenza giapponese femminile fondata dall'Imperatore Meiji del Giappone.

## Storia
L'Ordine della Corona Preziosa fu fondato il 4 gennaio 1888 (Meiji 21) come ordine cavalleresco femminile. Nel 1875 (Meiji 8), infatti, fu fondato l'Ordine del Sol Levante e, nel 1876 (Meiji 9), l'Ordine del Crisantemo, ma entrambi erano riservati agli uomini. Per mantenere una certa equità, il popolo chiese un ordine femminile, e l'Imperatore concesse l'Ordine della Corona Preziosa, considerata la versione femminile dell'Ordine del Sol Levante. Nel 1888 fu fondato anche l'Ordine del Sacro Tesoro, anch'esso riservato ai soli uomini, così l'Ordine della Corona Preziosa rimase l'unico ordine accessibile alle donne fino al 1919 (Taishō 8), quando l'Ordine del Sacro Tesoro fu aperto alle donne. Al momento della fondazione, l'ordine disponeva di soli cinque gradi, mentre altri tre gradi furono aggiunti il 13 aprile 1896 (Meiji 29), ma le ultime due classi furono nuovamente rimosse con la revisione del sistema di onorificenze del 3 novembre 2003 (Heisei 15). Sempre nel 2003, l'Ordine del Sol Levante venne aperto anche alle donne. Come tale l'Ordine della Corona Preziosa venne destinato unicamente alle donne straniere.
L'Onorificenza è convenzionalmente riservata alle donne, anche se si sono registrati conferimenti particolari a uomini meritevoli (ad ogni modo molto rari, più spesso gli uomini ottengono l'Ordine del Sol Levante). Nel 1917, alcune medaglie dell'Ordine della Corona Preziosa vennero conferite per la prima volta a personalità non giapponesi, e nello specifico a 29 soldati americani che presero parte alla Guerra Russo-Giapponese: il gruppo era composto da dieci infermiere volontarie e diciannove corrispondenti di giornali americani.
La prima classe dell'Ordine viene conferita solitamente ai membri femminili della casata reale. A differenza di quasi tutti gli altri ordini al mondo, esso come altre onorificenze giapponesi può essere conferito anche postumo.

## Classi
L'Ordine era nato con cinque classi, ma fu in seguito portato a otto per uniformarlo all'Ordine del Sol Levante e all'Ordine del Sacro Tesoro. Le medagliette che reggevano le medaglie dalla I alla VI classe riprendevano dei motivi comunemente usati sugli abiti delle donne di corte. Attualmente l'Ordine possiede sei classi.

## Insegne
- La medaglia dell'Ordine consiste in un medaglione ovale, in oro dalla I alla IV classe e in argento dalla V alla VIII, con disegni floreali ai quattro apici creati nelle quattro direzioni a mo' di croce; al centro si trova l'immagine dell'antica corona imperiale giapponese in oro su sfondo smaltato di blu (ad eccezione della VI alla VIII classe, dove lo sfondo è in semplice argento) e circondata da un anello rosso (tranne per la VII e la VIII classe). La medaglia è tenuta sospesa al nastro tramite una piccola medaglietta che varia la sua forma a seconda della classe. La medaglia per la VII e la VIII classe era priva di medaglietta ed era sospesa direttamente al nastro.
- La stella dell'Ordine, indossata solo dalla I Classe, consiste in una stella a cinque punte decorate con perle, con disegni floreali tra le braccia, del diametro di 67 mm. Il disco centrale riporta la fenice cinese detta Hō-ō su sfondo blu, circondata da un anello smaltato di rosso. Viene portata sul petto a sinistra.
- Il nastro dell'ordine è giallo con una striscia rossa per parte. Si conferisce sotto forma di gran cordone da portare dalla spalla destra al fianco sinistro per la I classe e sotto forma di medaglia da appendere al petto a sinistra per tutte le altre.

     Attivo
     Abolito nel 2003
     Insegna secondaria
| Insegne                                                                                | Insegne                                                                                   | Insegne                                                                                | Insegne                                                                                    |
| -------------------------------------------------------------------------------------- | ----------------------------------------------------------------------------------------- | -------------------------------------------------------------------------------------- | ------------------------------------------------------------------------------------------ |
| Ottava Classe (勲八等宝冠章?, kunhattō hōkanshō)                                       | Settima Classe (勲七等宝冠章?, kun'nanatō hōkanshō)                                       | Onde (宝冠波光章?, hōkan wakōshō) Sesta Classe (勲六等宝冠章?, kunrokutō hōkanshō)     | Albicocca (宝冠杏葉章?, hōkan kyōyōshō) Quinta Classe (勲五等宝冠章?, kungotō hōkanshō)    |
| Glicine (宝冠藤花章?, hōkan tōkashō) Quarta Classe (勲四等宝冠章?, kun'yontō hōkanshō) | Farfalla (宝冠白蝶章?, hōkan shirochōshō) Terza Classe (勲三等宝冠章?, kunsantō hōkanshō) | Peonia (宝冠牡丹章?, hōkan botanshō) Seconda Classe (勲二等宝冠章?, kun'nitō hōkanshō) | Gran Cordone (宝冠大綬章?, hōkan daijushō) Prima Classe (勲一等宝冠章?, kun'ittō hōkanshō) |

## Criteri di assegnazione
Fino al 2003, l'Ordine della Corona Preziosa si classificava più in basso rispetto all'Ordine del Sol Levante, ma più in alto rispetto all'Ordine del Sacro Tesoro, pertanto le destinatarie dell'Ordine si potevano intendere come "donne più che degne di ricevere l'Ordine del Sacro Tesoro", e l'Ordine poteva essere inteso come la versione femminile dell'Ordine del Sol Levante. Nonostante fosse un ordine civile ordinario, quali erano l'Ordine del Sacro Tesoro e l'Ordine del Sol Levante, il Gran Cordone non poteva essere assegnato a donne che non appartenevano alla Famiglia Imperiale e, ad oggi, nessuna cittadina giapponese ha mai ricevuto il Gran Cordone dell'Ordine. La disuguaglianza di genere a cui portavano queste leggi fu uno dei fattori che contribuì alla riforma del 2003.
La medaglia può essere assegnata agli stranieri non solo per motivi cerimoniali, ma anche per notevoli contributi allo stato e alla società giapponese.
Dal 2003, l'Ordine del Sol Levante, l'Ordine dei Fiori di Paulonia e l'Ordine del Crisantemo sono assegnati indistintamente a uomini e donne, prendendo gradualmente il posto dell'Ordine della Corona Preziosa, che ad oggi rimane uno degli ordini ufficiali del paese, ma è strettamente limitato alle donne straniere e ai membri della Famiglia Imperiale.
Come gli altri ordini giapponesi, l'Ordine della Corona Preziosa può essere conferito postumo.

## Insigniti notabili

### I Classe
- Masako, imperatrice consorte del Giappone (attuale Gran Maestro dell'Ordine della Corona preziosa)
- Michiko, imperatrice emerita del Giappone
- Aiko, principessa Toshi, figlia dell'Imperatore del Giappone
- Principessa Akishino, principessa del Giappone
- Mako Komuro, figlia del principe Akishino ex principessa del Giappone
- Kako di Akishino, principessa del Giappone
- Principessa Hitachi, principessa del Giappone
- Principessa Mikasa, principessa del Giappone
- Principessa Tomohito di Mikasa, principessa del Giappone
- Principessa Takamado, principessa del Giappone
- Sayako Kuroda, figlia dell'Imperatore Akihito ex principessa del Giappone
- Atsuko Ikeda, figlia dell'Imperatore Hirohito ex principessa del Giappone
- Takako Shimazu, figlia dell'Imperatore Hirohito ex principessa del Giappone
- Yasuko Konoe, figlia del principe Mikasa, ex principessa del Giappone
- Elizabeth Bowes-Lyon, regina consorte di Giorgio VI del Regno Unito e madre di Elisabetta II del Regno Unito
- Principessa Margaret d'Inghilterra, 1930-2002.[5]
- Sirikit, regina madre di Thailandia vedova di re Bhumibol Adulyadej (1963)
- Farah Pahlavi, ex imperatrice consorte dell'Iran (1968)
- Margherita II di Danimarca, regina regnante di Danimarca
- Sofia di Grecia, regina consorte di Juan Carlos I di Spagna, ex regina di Spagna (1980)
- Anna, principessa reale, principessa del Regno Unito (1972)
- Silvia Sommerlath, regina consorte di Svezia (1980)
- Tuanku Bainun, Sultana madre di Perak (Malesia) (1991)
- Sirindhorn, principessa reale di Thailandia (1991)
- Chulabhorn Walailak, principessa di Thailandia (1991)
- Paola Ruffo di Calabria, regina consorte di Alberto II del Belgio, ex regina consorte dei belgi (1998)
- Rania di Giordania, regina consorte di Giordania (1999)
- Désirée di Svezia, principessa di Svezia (2000)
- Cristina di Svezia, principessa di Svezia (2000)
- Sonja Haraldsen, regina consorte di Norvegia
- Margherita dei Paesi Bassi, principessa dei Paesi Bassi
- Tuanku Fauziah, Sultana di Perlis (Malesia) (2005)
- Mette-Marit Tjessem Høiby, principessa ereditaria consorte di Norvegia (2005)
- Tuanku Haminah Hamidun, Sultana vedova di Kedah (Malesia) (2013)
- Máxima Zorreguieta, regina consorte dei Paesi Bassi (2014)
- Mathilde d'Udekem d'Acoz, regina consorte dei belgi (2016)
- Letizia Ortiz, regina consorte di Spagna (2017)
- María Teresa Mestre, granduchessa consorte di Lussemburgo (2017)

### II Classe
- Akiko di Mikasa, principessa del Giappone
- Yōko di Mikasa, principessa del Giappone
- Noriko Senge, ex principessa del Giappone
- Ayako Moriya, ex principessa del Giappone
- Alexandra di Lussemburgo, principessa di Lussemburgo (2017)
- Chie Nakane, antropologa

### III Classe
- Joyce Ackroyd,  –1991.
- Eleanor Jorden, 1920–2009.
- Elizabeth Gray Vining, 1902–1999.
- Toshiko Yuasa, 1909-1981.

### VI Classe
- Anita Newcomb McGee.

### VII Classe
Infermiere:
- Minnie Cooke.
- Mary Gladwin.
- Alice Kemmerer.
- Ella King.
- Elizabeth C. Kratz.
- Adelaide Mackereth.
- Adele Neeb.
- Sophia Newell.
- Genevieve Russel.

Corrispondenti di guerra:
- Richard Barry, Eastern Illustrated War News.[3]
- W. H. Brill, Associated Press e Reuter's Telegraph Agency
- Franklin Clarkin, New York Post.[3]
- J. M. Cockran, Leslie's Weekly.[3]
- Oscar King Davis, New York Herald.[3]
- Richard Harding Davis, Collier's Weekly.[3]
- John Fox, Scribner's Magazine.[3]
- J. H. Hare, Colliers Weekly.[3]
- George Kennan, The Outlook.[3]
- Wilmott Harsant Lewis,[6] a/k/a William Lewis (war correspondent), New York Herald.[3]
- Jack London, Hearst papers.
- W. G. Morgan, New York Tribune.[3]
- Frederick Palmer, Collier's Weekly.[3]
- Herbert G. Ponting, Harper's Weekly.[3]
- James Ricalton,[7] Travel Magazine.[3]
- G. H. Scull, Commercial Advertiser.[3]
- Richmond Smith, Associated Press.[3]
- Grant Wallace, San Francisco Bulletin.[3]
- Stanley Washburn, Chicago Daily News.[3]